# Istina (album Glasnika nade)
Istina je treći studijski album kršćanskog rock sastava Glasnici nade. Na albumu je sudjelovao Zele Lipovača, a zborske vokale otpjevao je župni zbor „Bl. Augustin Kažotić“ iz Zagreba.

## Popis pjesama
1. "Te Deum" - 4:01
2. "Još te volim, moja draga" - 4:18
3. "Glasniku goleme nade" - 4:28
4. "Isti smo mi" - 4:05
5. "Mami" - 3:38
6. "Priča bez kraja" - 3:25
7. "Tek da znaš" - 3:07
8. "Sjećanja" - 3:23
9. "Riječi" - 3:30
10. "Uspavanka Nerođenom" (instrumental) - 4:19
11. "Glasniče, zbogom" - 1:50
12. "Dođi Kraljevstvo tvoje" (bonus CD)
13. "Njoj" (bonus CD)
14. "U mojim snovima" (bonus CD)
15. "Neka biva i neka bude po volji Tvojoj, Gospodine" (bonus CD)